# Estadi Comunal d’Andorra la Vella
Estadi Comunal d’Andorra la Vella – wielofunkcyjny stadion w Andorra la Vella, stolicy Andory. 

## Charakterystyka
Stadion ma pojemność 1299 miejsc. Posiada także bieżnię i przyjmuje rozgrywki Primera Divisió i Segona Divisió.